# 小張村
小張村（おばりむら）は、かつて茨城県筑波郡に存在した村である。現在の茨城県つくばみらい市の中部に位置する。

## 沿革
- 1889年（明治22年）4月1日 - 町村制施行に伴い、旧来の小張村・市野深村・谷口村・奉社村・新戸村・小島新田・善助新田が合併して筑波郡小張村が成立。
- 1954年（昭和29年）7月1日 - 三島村・谷井田村・豊村と合併し伊奈村が発足。同日小張村廃止。